# Giorgio Carbone
Giorgio Carbone (14 tháng 6 năm 1936 – 25 tháng 11 năm 2009) là một lãnh đạo vi quốc gia người Ý tuyên bố là lãnh đạo của Công quốc Seborga nằm ở thị trấn cùng tên, nhưng có địa vị độc lập chưa được công nhận bên ngoài Seborga. Ông đã tự phong danh hiệu hoàng gia Giorgio I, Hoàng tử của Seborga.

## Tiểu sử
Đầu những năm 1960, Carbone, người đứng đầu hợp tác xã trồng hoa địa phương, bắt đầu thúc đẩy ý tưởng rằng Seborga vẫn giữ được độc lập lịch sử như một công quốc. Đến năm 1963, người dân của Seborga đã bị thuyết phục bởi những lập luận này và bầu Carbone làm Nguyên thủ quốc gia, mặc dù không có bất kỳ quyền lực pháp lý nào. Do đó, ông được biết đến dưới danh hiệu tự phong Giorgio I, Hoàng tử của Seborga. Carbone được biết đến với tên địa phương là Sua Tremendità.
Mặc dù ít được thế giới biết đến, ông đã xuất hiện trên chương trình How to start your own country của BBC năm 2005.
Vào tháng 1 năm 2006, Carbone tuyên bố rằng ông sẽ thoái vị khi đến tuổi 70, dường như là kết quả của việc liên tiếp xây dựng lại trung tâm ngôi làng, nhưng ông đã không và tiếp tục giữ ngôi vị cho đến khi qua đời. Mặc dù vậy, quyết định này là chủ đề của một tính năng trong chương trình phát thanh World Today của BBC World Service vào ngày 25 tháng 1 năm 2006.
Vào tháng 6 năm 2006, một cuộc đấu tranh quyền lực đã nảy sinh khi một người phụ nữ tự xưng là "Công chúa Yasmine von Hohenstaufen Anjou Plantagenet", người tự xưng là người thừa kế chính đáng của ngai vàng Seborga, đã viết thư cho tổng thống Ý và đề nghị trả lại công quốc cho nhà nước.
Carbone đã trả lời rằng:
| “                 | Hừ! Không ai đã từng thấy bà ấy như tôi biết. Tôi gọi bà ấy là "công chúa internet". | ” |
| — Giorgio Carbone |                                                                                      |   |

Carbone qua đời vì biến chứng do xơ cứng teo cơ một bên ở tuổi 73.